# 1949 في الجزائر
الأحداث من عام 1949 في الجزائر.

## المواليد
- 1 يناير – كريم تريديا – كاتب ومخرج أفلام وسيناريست جزائري هولندي.
- 11 يوليو – عبد القادر مساهل – سياسي جزائري تقلد عدة مناصب وزارية آخرها وزير الشؤون الخارجية.
- 15 يوليو – نور الدين آيت حمودة – معارض سياسي جزائري.
- 5 أغسطس – محمد عبو – أديب وسياسي جزائري.
- 12 مارس – ميلود هدفي – لاعب كرة قدم جزائري،

## الوفيات
- الطاهر بن عبد السلام – شاعر جزائري ولد في 1890 سوق أهراس.